# Narciso Vernizzi
Narciso Vernizzi (São Paulo, 21 de outubro de 1918 — São Roque, 11 de julho de 2005) foi um jornalista esportivo e radialista brasileiro.
Seus filhos Sérgio Vernizzi (1940-2011) e Celso Vernizzi também foram radialistas.

## Biografia
Trabalhou por 59 anos na Rádio Jovem Pan de São Paulo, onde começou como jornalista de esportes em 1947. Criou o primeiro plantão esportivo permanente do rádio brasileiro nos final dos anos 1950.
Todavia, tornou-se conhecido em todo estado de São Paulo como O Homem do Tempo a partir de 1963, sendo o primeiro radialista a emitir boletins meteorológicos no rádio e também na televisão. 
Trabalhou  na TV Record de São Paulo a partir de 1965. Seus prognósticos meteorológicos gozavam de grande fiabilidade, tendo até mesmo criado um instituto de meteorologia.
Morreu aos 86 anos em São Roque, de derrame cerebral e hemorragia gástrica, em consequência de complicações de uma cirurgia para corrigir uma fratura exposta no cotovelo.

## Prêmios
| Ano  | Prêmio                                                                     | Categoria          | Resultado | Ref.  |
| ---- | -------------------------------------------------------------------------- | ------------------ | --------- | ----- |
| 2000 | Troféu ACEESP (Associação dos Cronistas Esportivos do Estado de São Paulo) | Categoria Especial | Venceu    | [ 2 ] |